# Chiesa del Sacro Cuore di Gesù a Ponte Mammolo
La chiesa del Sacro Cuore di Gesù a Ponte Mammolo è una chiesa di Roma, nel quartiere Ponte Mammolo, in via di Casal de' Pazzi.

## Storia
È stata costruita nel XX secolo su progetto dell'architetto Tullio Rossi. Essa è stata visitata da papa Giovanni Paolo II il 9 novembre 1986.
La chiesa è sede parrocchiale, eretta il 4 settembre 1936 con il decreto del cardinale vicario Francesco Marchetti Selvaggiani Indefessa vigilantia, e affidata fino a poco tempo fa ai preti dell'arcidiocesi di Agrigento, ora è tornata alle cure dei preti romani. Primo parroco romano a cui ne è affidata la cura: don Gian Gabriele Bruscagin.

## Descrizione

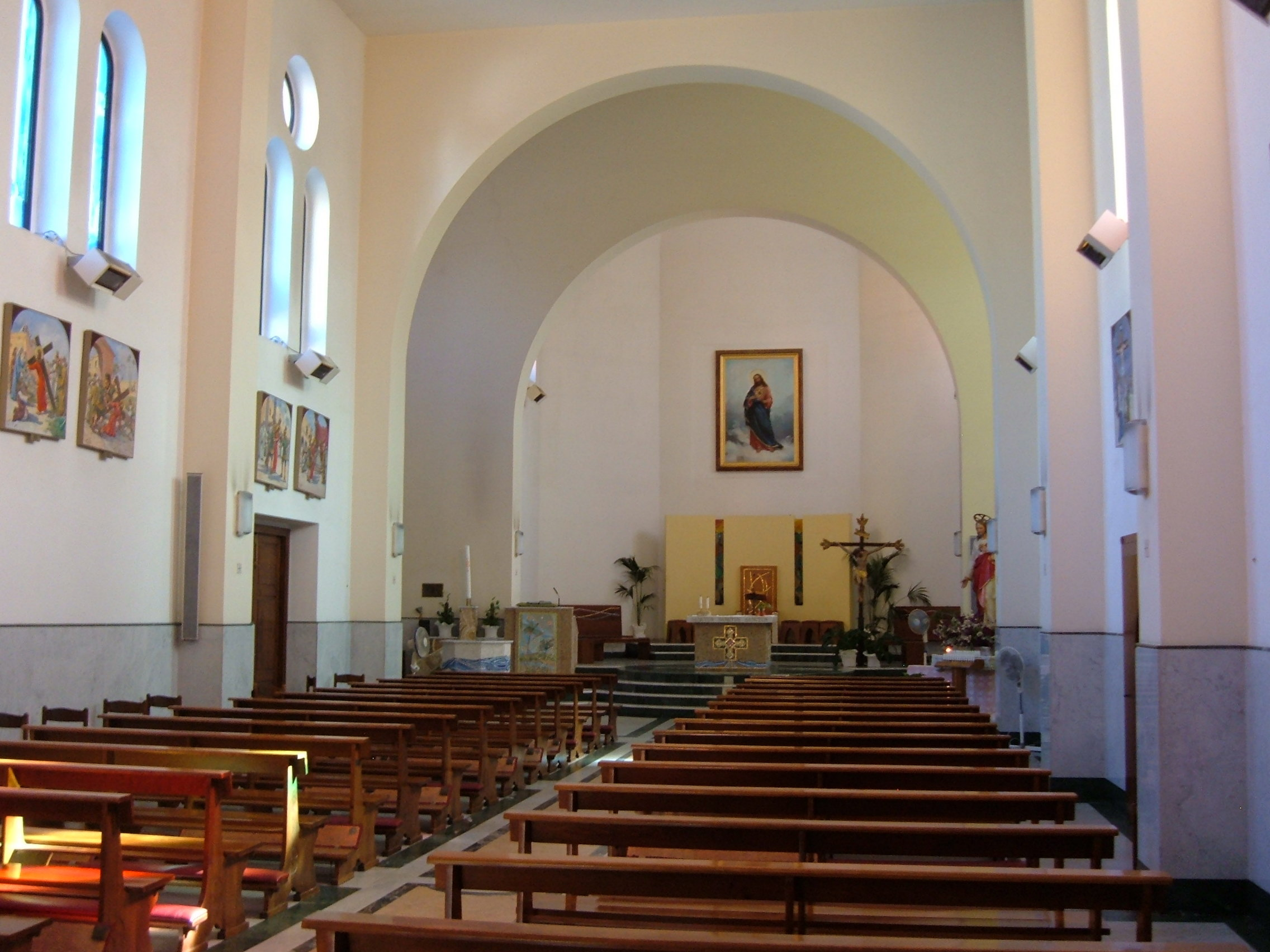
Interno

La facciata, in mattoni rossi, culmina con un oculo aperto, ed è preceduta da un portico a cinque arcate. L'unica porta di accesso composta da vetrate policrome conduce all'interno della chiesa, ad un'unica navata, con un accenno di transetto e abside.
L'ambiente è illuminato da ben 31 finestre a forma di monofora medievale. Esse sono tutte allestite a vetrata con soggetti religiosi (2009): nelle vetrate dell'abside sono rappresentati i simboli eucaristici delle spighe di grano e dei grappoli d'uva; nelle vetrate del transetto, a partire da alcuni scritti di David Maria Turoldo, sono rappresentate attraverso elementi simbolici le figure di Maria (una rosa bianca) e di san Giuseppe (un bastone fiorito); nelle vetrate della controfacciata è rappresentato in modo simbolico-astratto il Sacro Cuore di Gesù.
All'entrata della chiesa è murata la lapide che ricorda la visita di Giovanni Paolo II, mentre sulla destra è un piccolo ambiente trasformato in cappella del Santissimo Sacramento. L'altare maggiore, l'ambone, il fonte battesimale e la colonna del cero pasquale sono rivestiti di mosaici. Abbelliscono le spoglie pareti della chiesa i pannelli lignei della Via crucis dai vividi colori.